# Melchior Hofmann

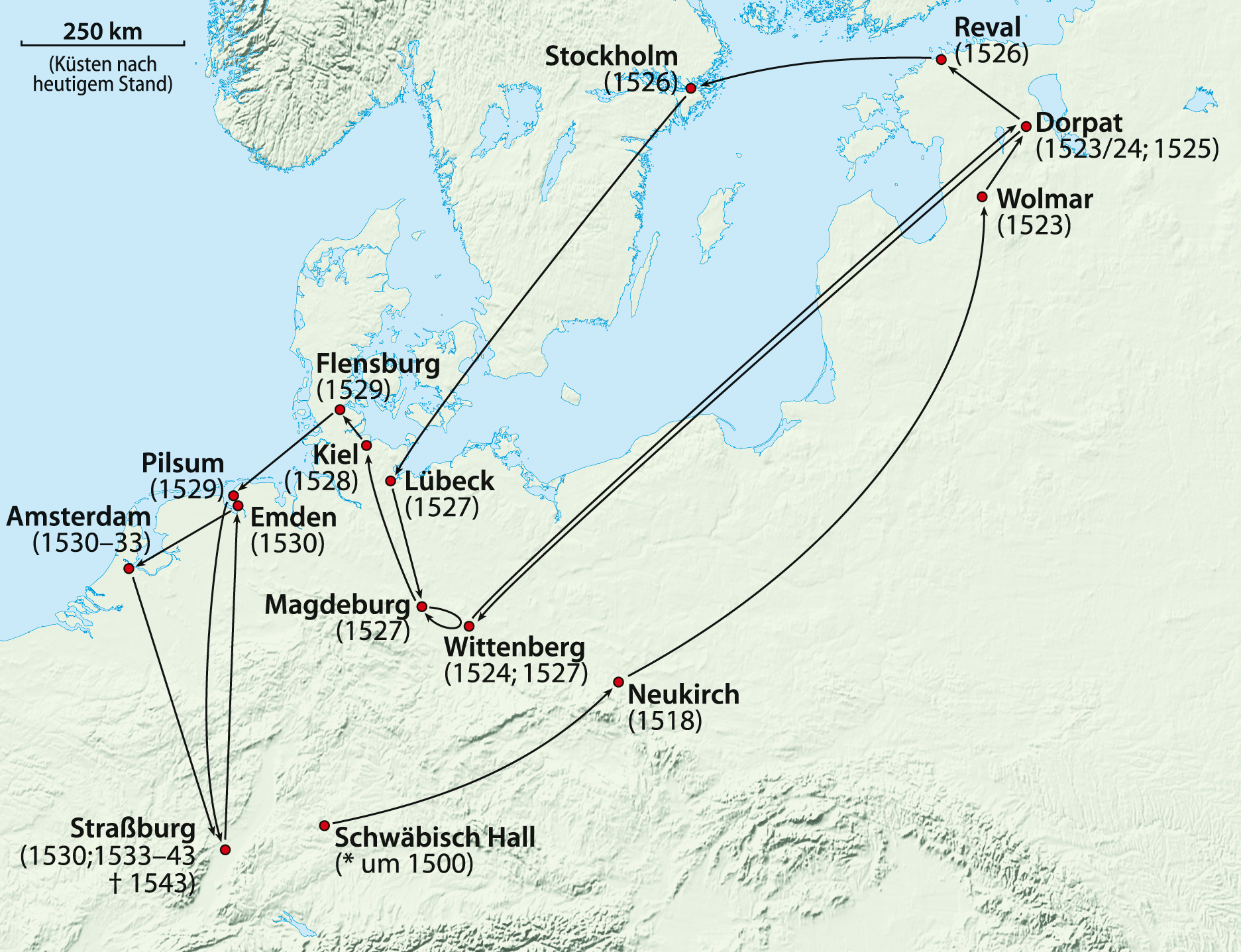
Mapa życiowych podróży Melchiora Hofmanna

Melchior Hofmann (ur. 1490 w Schwäbisch Hall, zm. 1543 w Strasburgu) – świecki kaznodzieja luterański, potem anabaptysta, przywódca anabaptystów. Z zawodu kuśnierz.

## Luteranizm
W roku 1518 w Nowym Kościele (Neukirch) wygłosił pierwsze w historii kazanie protestanckie na Śląsku. Krótko później podobne kazanie wygłosił w Świerzawie. 
W 1523 propagował luteranizm w Wolmar (obecnie Valmiera) w Inflantach. Ostra krytyka i obelgi wobec książąt, rycerzy krzyżackich, duchowieństwa itd. doprowadziła tam do jego aresztowania, a następnie wygnania przez Woltera von Plettenberga, krajowego mistrza Inflant zakonu krzyżackiego
Z Valmiery przeniósł się do Dorpat (obecnie Tartu), gdzie udało mu się zebrać całkiem sporą grupę zwolenników. Próba aresztowania go przez arcybiskupa Rygi (Johannes Blankenfeld) wywołała ikonoklastyczne zamieszki. Zaniepokojone władze Tartu zażądały od Hoffmana potwierdzenia zgodności jego poglądów z luteranizmem, więc w 1524 r. udał się do Wittenbergi, gdzie uzyskał osobiste poparcie Marcina Lutra, a także Jana Bugenhagena. Jednakże dalsze spory w Dorpat, a następnie w Rewelu (obecnie Tallinn), zmusiły go do ucieczki z Inflant w 1526 roku.
Sytuacja niepokojów, konfliktów z władzami i konieczności ucieczki powtórzyła się w Sztokholmie (Szwecja, 1526) i w Lubece (1527).
W 1528 r. w Kilonii uzyskał obietnicę ochrony i zgodę na działalność króla duńskiego Fryderyka I Oldenburga, który prowadził politykę tolerancji religijnej. Tamtejsza działalność zakończyła się jednak znów banicją, a tym razem także wykluczeniem z grona luteranów - powodem było przyjęcie przez Hoffmana niezgodnych z luterańskimi poglądów Zwingliego odnośnie eucharystii.

## Anabaptyzm
W 1530 w Strasburgu przyjął chrzest z rąk anabaptystów. Wkrótce potem rozpoczął działalność w północnych Niemczech (Emden) i Niderlandach, chrzcząc publicznie nowo pozyskanych wyznawców. Głosił bliskość paruzji, która miała nastąpić w Strasburgu. W 1533 dobrowolnie oddał się w ręce władz. Po jego uwięzieniu przywództwo w ruchu objęli Jan Matthijs oraz Jan z Lejdy, którzy doprowadzili do powstania komuny anabaptystów w Münster.
Hofmann zmarł w więzieniu.

## Upamiętnienie
- 2 czerwca 2018 roku z okazji 500-lecia reformacji na Śląsku w Nowym Kościele koło Świeżawy została odsłonięta tablica pamiątkowa w miejscu przemówienia Melchiora Hoffmana[2].